# マット・ヴィーゼ
マット・ヴィーゼ（Matthew R. "Matt" Wiese、1971年9月22日 - ）は、アメリカ合衆国の元プロレスラー。イリノイ州ダンビル出身。WCWでホーシュー（Horshu）、WWEでルーサー・レインズ（Luther Reigns）のリングネームで活躍した。

## 来歴
少年時代は素行が悪く、非行に走り暴行などの犯罪などを犯し度々刑務所に入所していた。出所後、友人からプロレスの話を持ちかけられたことから試しにWCWが主宰するWCWパワープラントに入門。トレーニングしているうちに頭角を現すようになり、1997年にWCWに昇格。馬蹄のような髪型をしていることから因んでホーシュー（Horshu）のリングネームで活動することになり、ロディ・パイパーと抗争を開始。しかし、上手く盛り上げることができず、抗争終了と同時に出場の機会を失い、1998年にWCWから解雇された。
1999年よりUPW（Ultimate Pro Wrestling）にてトレーニングを開始。またUPWと並行してAWAスーパースターズ・オブ・レスリングやWWCなどの団体に参戦。
2003年6月、WWEとディベロップメント契約を交わし入団。傘下団体のOVWにてトレーニングを開始し、2004年4月にルーサー・レインズ（Luther Reigns）のリングネームでロスターに登録される。当時SmackDown!のGMを務めていたカート・アングルの用心棒としてマーク・ジンドラックと共に登場。6月のPPVであるThe Great American Bash 2004にてチャーリー・ハースを相手にWWEでのデビュー戦を行い、勝利。9月からはアングルとビッグ・ショーとの抗争に加担し、12月のPPVであるArmageddon 2004にてアングル & ジンドラック & レインズ vs ビッグ・ショーの3対1によるハンディーキャップマッチを行うが敗戦し、抗争は終了した。
2005年よりジンドラックとタッグを組んで活動するようになり、ジ・アンダーテイカーやレイ・ミステリオ & エディ・ゲレロなどと抗争を展開するが特にインパクトを残すことができなかった。以降、出場機会は徐々になくなってしまい、果てには前座番組であるVelocityでの出場が中心となった。この時期からポール・ヘイマンとギミックについて意見の食い違いが起こるようになり、ヘイマンとの交渉は平行線となったために自主解雇を求め、WWEから退団した。
WWE退団後、不動産会社のセールスマンに転身。働いている傍ら古巣であるUPWで試合に出場していたが、2006年に正式にプロレスから引退した。

## 得意技
レイン・オブ・テラー
カッターの体勢からDDTへと移行する。
レインズ・スプリーム
シットアウト・パワースラム。WCW及び、インディー団体ではシューサイドという技名で使用していた。
フルネルソンスラム
バックブリーカー
ビッグブート

## 獲得タイトル
AWAスーパースターズ・オブ・レスリング
- WSL世界ヘビー級王座 : 1回